# Jiří Třanovský
Jiří Třanovský (latinsky Georgius Tranoscius; slovensky Juraj Tranovský; polsky Jerzy Trzanowski; 27. března nebo 9. dubna 1592, Těšín – 29. května 1637, Liptovský Mikuláš) byl český evangelický kněz, spisovatel, básník, hudební skladatel a pobělohorský emigrant.

## Život
Narodil se v Těšíně na „Starém trhu“ v nekatolické měšťanské rodině. Velký vliv měl na něj pradědeček Adam, třanovický fojt, výborný zpěvák, který probudil v mladém Jiříkovi lásku k nábožnému zpěvu. Studoval ve Wittenbergu. Poté působil jako učitel v Praze na gymnáziu při kostele sv. Mikuláše na Malé Straně. Pak jako soukromý učitel na třeboňském zámku Jana Jiřího ze Švamberka. Od roku 1613 působil jako učitel (rektor evangelické školy) v Holešově. Roku 1615 odešel do Valašského Meziříčí, kde se stal rektorem evangelické školy a o rok později kazatelem. Zde se oženil s Annou Polanyovou.
Po Bílé Hoře (1620) byli evangelíci, především jejich představitelé, pronásledováni. Třanovský byl na několik měsíců uvězněn, protože neopustil dle nařízení město. Když byl propuštěn, řádil ve městě mor. Šest měsíců vraždil tento neviditelný nepřítel zubožený lid. V jeho důsledku pohřbil dva tisíce členů svého sboru, mezi nimi i své tři děti. V srpnu vydal císař definitivní nařízení, že evangeličtí duchovní musí do šesti týdnů opustit Moravu a Čechy. Třanovský zůstal tajně ještě rok a pak pod nátlakem odešel z Moravy na Těšínsko do města Bílska. Odtud se odebral na Slovensko, kde působil čtyři roky jako kaplan v Oravském Podzámku a později (1632) v Liptovském Mikuláši. Zde vydal nejvýznamnější dílo: evangelický kancionál nábožných písni utrakvistických, bratrských i jeho vlastních - celkem 1148 písní: Cithara sanctorum a knihu modliteb Phiala odoramentorum, Žalmy a písně duchovní staré i nové, obsahovalo nejen soubor písní Třanovského a jeho spolupracovníků, ale i staré písně husitské. Toto dílo se stalo nejoblíbenějším kancionálem slovenských evangelíků a dočkalo se mnoha desítek vydání. Zemřel předčasně a je pohřben v Liptovském Mikuláši.

### Rodina
Syn Jiřího Třanovského, Samuel Třanovský (†1684), byl roku 1663 ordinován na kaplana a dne 20.1.1665 se stal evangelickým farářem v Liptovském Mikuláši. V rámci rekatolizačních represí byl jeho rodině zabaven majetek. Samuelův syn Jan Třanovský se pak pod vlivem jezuitů stal katolickým farářem v Dolním Kubíně (prameny uvádějí různé důvody). V roce 1678 byl zabit povstaleckými kuruci a jeho tělo bylo vhozeno do řeky Oravy.

## Dílo

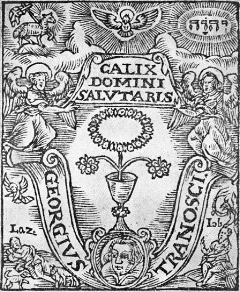
Třanovského exlibris s jeho miniaturním portrétem

### Česky
- Konffessí Augšpurská – překlad Augsburského vyznání z r. 1530; Olomouc 1620.
- Phiala odoramentorum – nábožné modlitby; 1635.
- Cithara sanctorum.  – kancionál, známý pod názvem Tranoscius. (Dílo bývá častokrát zaměňovano s dílem Cithara sanctorum neb Žalmy a písně duchovní staré i nové, kterých církev evanjelická užívá, jejímž autorem je Jiří Sarganek). Poprvé byl vydán r. 1636. První vydání obsahovalo text i nápěv 412 písní, z nichž přes 150 přeložil nebo složil sám Třanovský. Tento zpěvník byl relativně často vydáván a doplňován, z původních asi 400 písní, bylo koncem 19. století písní asi 1200. Byl vydán minimálně 215krát. Byl používán v evangelických církvích v českých zemích i na Slovensku a dodnes jej používají slovenští evangelíci na Dolní zemi (zejména v Maďarsku a Vojvodině).

### Latinsky
- Melodarum Georgii Tranosci Teschiniani ... prodromus; Olešnice 1616 (dochováno pouze v rukopisném opise)
- Odarum sacrarum sive hymnorum libri III – sbírka 150 latinských ód psaných rytmometrickým veršem; ke sbírce je připojen autorův veršovaný životopis nazvaný „Coronis ad posteritatem" (Závěrečné slovo k potomstvu) a polemická rozprava „Disertatio de christiano-gentilismo“; Břeh 1629.

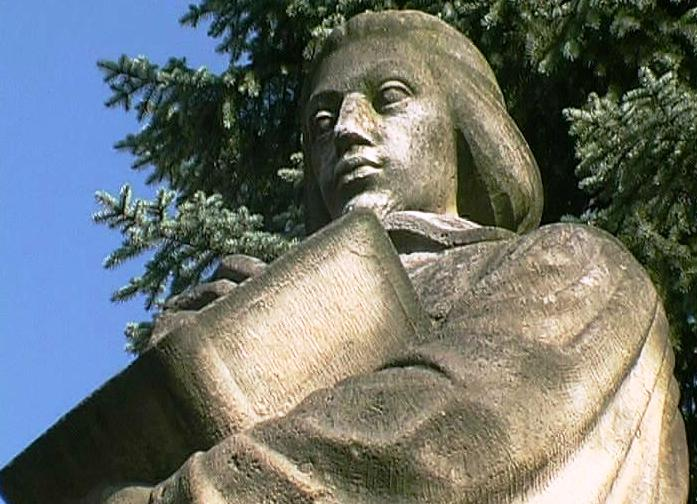
Třanovského socha v Třanovicích (detail)

## Památka
V roce 1946 byla Třanovskému na Malostranském náměstí v Praze odhalena pamětní deska.
Třanovského socha v životní velikosti se nachází v obci Třanovice u evangelického kostela; odhalena byla roku 1956. Roku 2013 byl v téže obci otevřen Památník (muzeum) Jiřího Třanovského.
V husitském Sboru kněze Ambrože v Hradci Králové nese jeden ze zvonů, instalovaných roku 2017 do zvonkohry, jméno Jiřího Třanovského.
Jeden ze zvonů z roku 1949 ve věži evangelického kostela v Havířově-Bluovicích nese taktéž jméno Jiřího Třanovského.